# Tu es formidable
Pour plus de détails, voir Fiche technique et Distribution.
Tu es formidable (Du bist wunderbar) est un film ouest-allemand réalisé par Paul Martin, sorti en 1959.

## Synopsis
Caterina est une petite couturière qui fait connaissance avec Willi Schulz, un marin allemand dans une ville portuaire française. Mais la romance est éphémère, le marin doit repartir. Délaissée, Caterina aspire à retrouver le jeune homme. Mais il ne revient pas. Caterina part pour Hambourg. Elle rencontre le capitaine Chris Behrens qui accepte de l'aider, en vain. Caterina gagne sa vie comme chanteuse dans un groupe. Elle n'a aucune nouvelle de Willi. Lorsque Chris Behrens vient la voir chanter, elle en tombe amoureuse. Mais Willi Schulz réapparaît, le capitaine Behrens le voit comme un rival et le renvoie faire un long voyage. Maintenant la voie est libre pour Behrens et Caterina se rend compte qu'il sera le bon partenaire.

## Fiche technique
- Titre original allemand : Du bist wunderbar
- Titre français : Tu es formidable ![1]
- Réalisation : Paul Martin, assisté de Maria von Frisch
- Scénario : Ladislas Fodor, Paul Martin, Heinz Oskar Wuttig (de)
- Musique : Werner Müller
- Direction artistique : Helmut Nentwig, Karl Weber
- Costumes : Claudia Hahne-Herberg
- Photographie : Richard Angst
- Son : Erwin Schänzle
- Montage : Jutta Hering
- Production : Artur Brauner
- Sociétés de production : CCC-Film
- Société de distribution : Gloria Filmverleih AG
- Pays d'origine :  Allemagne de l'Ouest
- Langue : allemand
- Format : Couleur - 1,66:1 - Mono - 35 mm
- Genre : Musical
- Durée : 98 minutes
- Dates de sortie :
  - Allemagne de l'Ouest : 16 octobre 1959.
  - France : 13 décembre 1960[1].

## Distribution
- Caterina Valente : Caterina
- Rudolf Prack : Chris Behrens
- Dietmar Schönherr : Willi Schulz
- Helen Vita : Helen
- Silvio Francesco : Jacques Lehmann
- Ljuba Welitsch : Yvonne Lehmann
- Trude Herr : Madeleine
- Gerd Frickhöffer : Otto
- Brigitte Mira : Madame Dupont
- Bruno W. Pantel : Marcel Ponelle